# اویاکون زیتوترانس
اویاکون زیتوترانس (به انگلیسی: Aviacon Zitotrans) یک شرکت هواپیمایی با کد یاتا ZR است که در ۱۹۹۵ میلادی تأسیس شده‌است. دفتر مرکزی اویاکون زیتوترانس در یکاترینبورگ، روسیه واقع شده‌است و قطب این شرکت هواپیمایی در فرودگاه کولتسوو قرار دارد.